# Кубок Німеччини з футболу 1956
Кубок Німеччини з футболу 1956 — 13-й розіграш кубкового футбольного турніру в Німеччині. Четвертий кубковий турнір на території Федеративної Республіки Німеччина після закінчення Другої світової війни. У кубку взяли участь 5 команд, по одній від кожної федеральної області. Переможцем кубка Німеччини вдруге поспіль став Карлсруе СК.

## Кваліфікаційний раунд
| Команда 1                        | Рахунок | Команда 2 |
| -------------------------------- | ------- | --------- |
| 29 квітня 1956                   |         |           |
| Шпандауер-1894 (Західний Берлін) | 0:1     | Пірмазенс |

## Півфінали
| Команда 1             | Рахунок | Команда 2   |
| --------------------- | ------- | ----------- |
| 5 травня 1956         |         |             |
| Фортуна (Дюссельдорф) | 1:2     | Гамбург     |
| 6 травня 1956         |         |             |
| Пірмазенс             | 1:5     | Карлсруе СК |

## Фінал
| 5 серпня 1956 |

| Карлсруе СК             | 3:1      | Гамбург    |
| ----------------------- | -------- | ---------- |
| Термат 40', 63' Кон 87' | Протокол | Зеелер 16' |

| Вільдпаркштадіон, Карлсруе Глядачів: 25 000 Арбітр: Адольф Лозер |